# Термостат

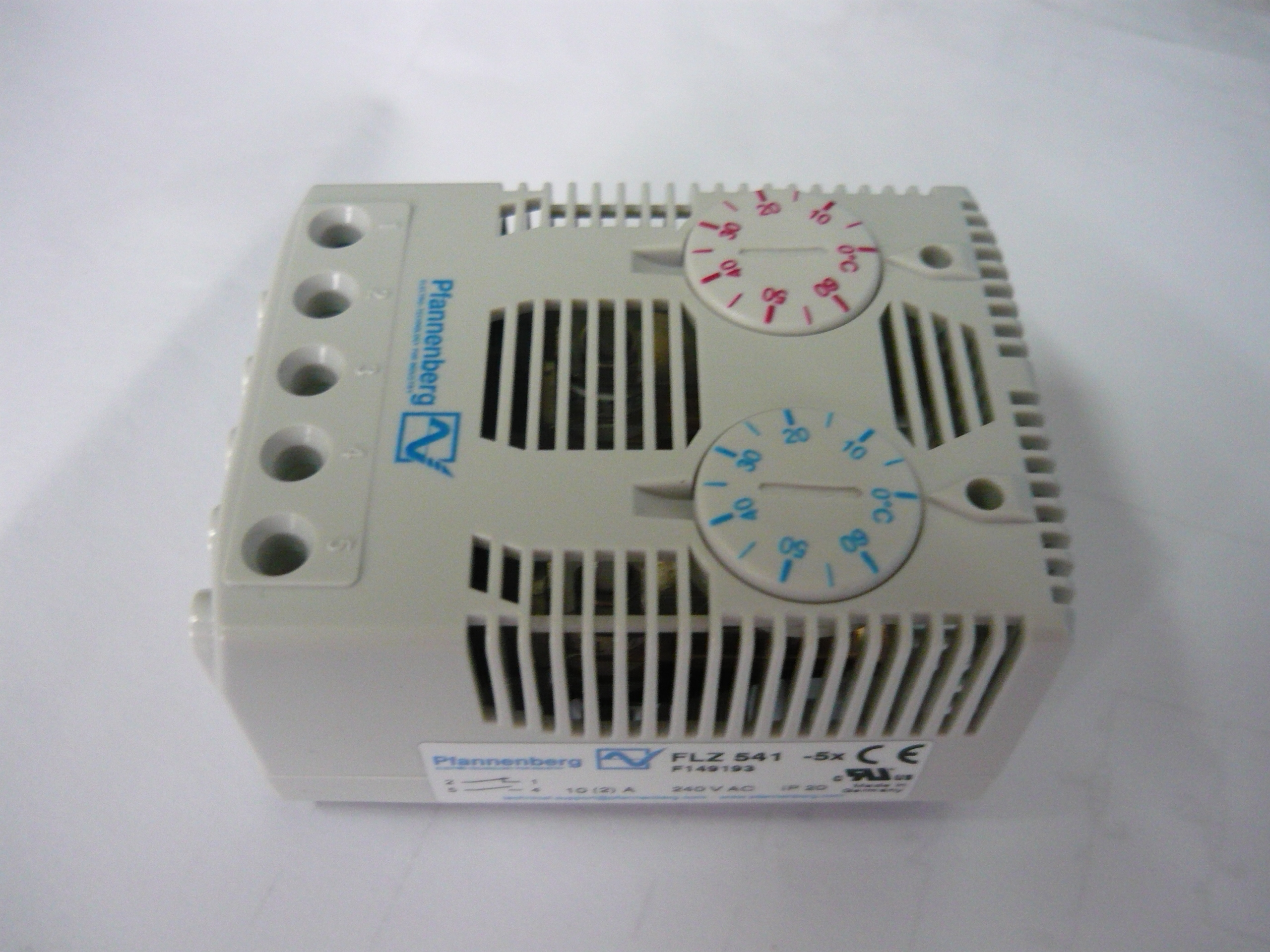
Термостат FLZ 541

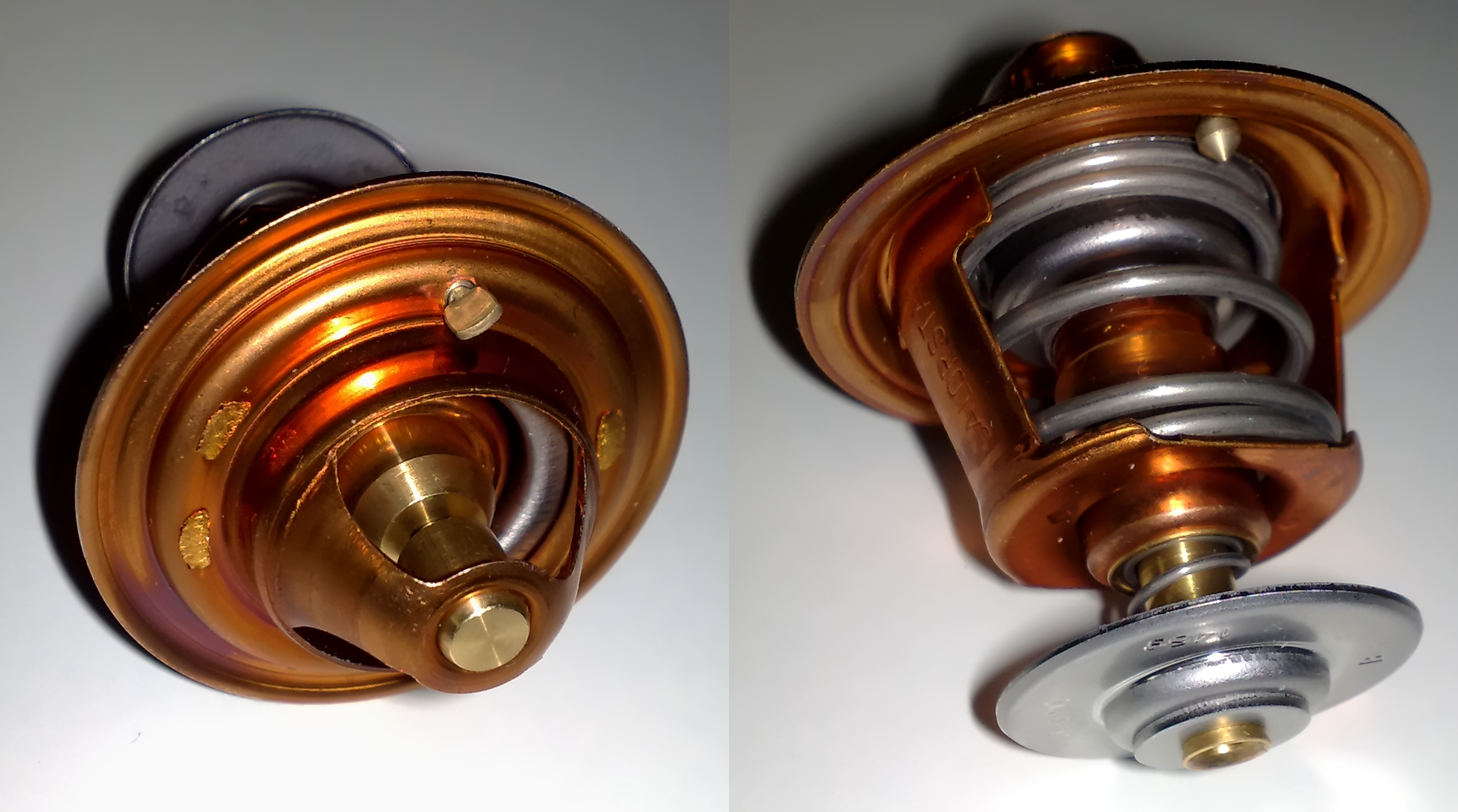
Клапан-термостат автомобільного двигуна

Термоста́т — фізичне тіло або пристрій, що забезпечує стабільність температури у системі. Термостат підтримує встановлену температуру, вмикаючи/вимикаючи нагрівальний або охолоджувальний елемент, чи змінюючи потік теплоносія.

## Загальна характеристика
Для забезпечення сталої температури в термостатах використовують стабільність температур фазових переходів, наприклад температури плавлення і кипіння чистих речовин та рівноважних сумішей, або застосовують спеціальні пристрої — терморегулятори. Термостати для кріогенних температур називаються кріостатами.
Теплоносіями в термостатах для середніх температур (200…800 К) є спирти, вода та різні оливи; в термостатах для високих температур (понад 800 К) застосовують розплавлені солі і метали. Джерелами холоду, або холодоагентами, в кріостатах служать азот, гелій, водень та інші гази (в скрапленому або отвердненому стані) з низькою температурою конденсації й замерзання.
Термостат може бути пристроєм керування в системах опалення або охолодження, або ж бути компонентом радіатора чи кондиціонера.
Термостати мають широкий вибір конструктивних схем, а також можуть використовувати велику кількість термодатчиків. Вихід термостата подається на нагрівальний/охолоджувальний орган.

## Термодинаміка й статистична фізика
Поняття термостата часто використовується при розгляді термодинамічних систем. У цьому випадку термостатом вважається масивне тіло, з яким термодинамічна система може вільно обмінюватися енергією. Внаслідок процесів обміну встановлюється термодинамічна рівновага. Позаяк термостат вважається значно масивнішим, ніж досліджувана система, й має набагато більшу теплоємність, то саме він визначає температуру системи у рівноважному стані.
Якщо в термодинамічній системі виділити певний об'єм, розміри якого значно менші за розміри всієї системи, але досить великі для того, щоб характеризувати його термодинамічними параметрами, то решта об'єму системи виконує роль термостата щодо вибраного об'єму.